# 히로노 고이치
히로노 고이치(일본어: 広野 耕一, 1980년 4월 16일 ~ )는 일본의 전 축구 선수이다.

## 구단 경력
과거 나고야 그램퍼스, 요코하마 FC에서 활동하였다.